# Eduzione
L'eduzione (exhaure in lingua francese) indica il prosciugamento delle acque d'infiltrazione, realizzato principalmente nelle miniere e in genere nell'ambiente sotterraneo..

## Eduzione nelle miniere

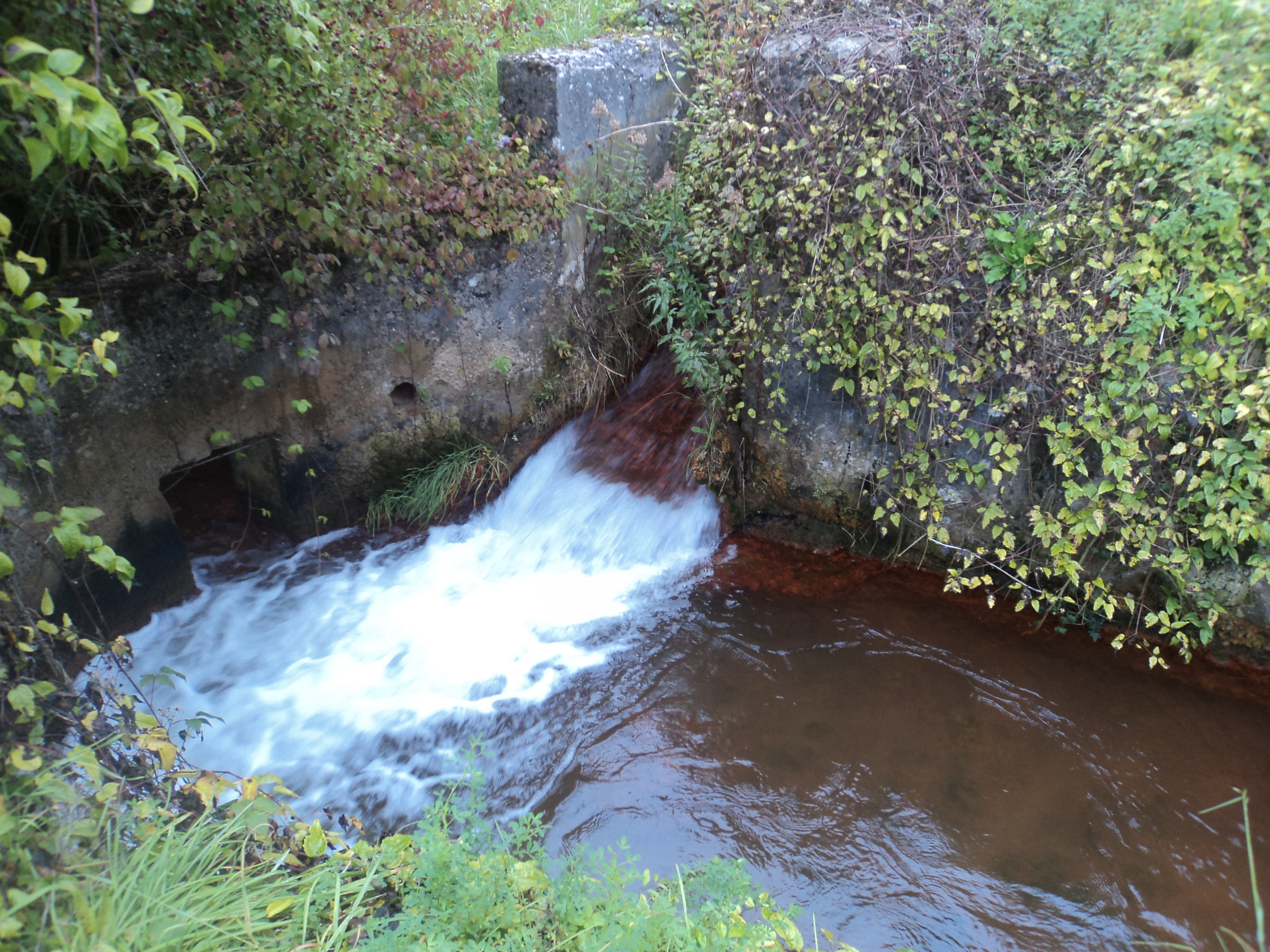
Tucquegnieux, uscita delle acque di eduzione mantenuta attiva anche dopo la chiusura delle miniere per preservare la portata del fiume Woigot.

Il pompaggio dell'acqua nell'utilizzo di strutture sotterranee o nelle zone loro adiacenti ha due funzioni principali:
- conservare la miniera in servizio man mano che viene ampliata mantenendo l'abbassamento artificiale della falda acquifera. Ciò si rende indispensabile quando sale o gallerie entrano più in profondo delle basi di falde freatiche, caso più frequente. Così nelle miniere di carbone della Lorena, era necessario pompare 5000 m3 d'acqua a 1000 metri di profondità; il che faceva sì che per ogni tonnellata di carbone raccolta, dovevano essere estratte 8 tonnellate di acqua (secondo il BRGM[2]). Anche soltanto in Lorena, se dopo la chiusura delle miniere si è voluto evitare l'inconveniente di 180 milioni di metri cubi di vuoti residui lasciati con l'estrazione del carbone, sarebbe stato necessario spendere 25 milioni di Euro per un pompaggio di eduzione.[3]. Ciò nonostante le zone di avvallamento finiscono con l'essere esse stesse inondate in superficie.
- evitare il fastidio delle zone di avvallamento delle miniere durante il periodo di chiusura delle miniere (da 150 a 450 m3 nel bacino minerario lorenese nel 2015[3]).

Il volume di acqua estratto da certi pozzi di miniera può così essere estremamente importante. A titolo di esempio, il prosciugamento della miniera di carbone di Épinac, in Saona e Loira esigeva, a metà degli anni 1860, l'evacuazione quotidiana di qualcosa come 10000 ettolitri di acqua.
Allora si provvedeva solo a mezzo di "cassoni" o di "benne d'acqua": non fu che dal 1914 che per il servizio di estrazione delle acque si provvide interamente con quaranta pompe elettriche..

## Tipi di pompaggio
Una volta realizzato mediante svuotamento manuale o con l'ausilio di trazione animale, l'eduzione è stata facilitata da macchine a vapora specializzate e poi da pompe elettriche automatizzate. 
In zone in rilievo e miniere a cielo aperto o poco profonde, poste sul fianco di una montagna o collina, essa può essere realizzata per semplice gravità, come nelle areine delle miniere di carbone di Liegi.
Thomas Newcomen ha migliorato la potenza dei sistemi di eduzione grazie a una macchina a vapore appositamente progettata allo scopo.

## Trattamento delle acque di eduzione
Nei primi anni o decenni (a seconda dell'importanza dell'eduzione) le relative acque dovevano essere oggetto di trattamento prima di essere gettate nell'ambiente naturale, poiché potevano essere ricche di composti minerali indesiderati: calcio, sali di ferro, manganese, piombo, ecc. Trattamenti relativamente semplici consentono, almeno, la precipitazione di questi Sali per renderli meno biodisponibili e di ossigenare l'acqua affinché essa sia più favorevole alla vita acquatica ma con rischi di grave inquinamento a causa della presenza di metalli pesanti, che in certe condizioni permangono, in particolare, nei casi di drenaggio di miniere acide.

## Eduzione nelle cave
Quando una cava è aperta o sprofonda in una formazione minerale acquifera, è caso frequente l'incontro con acque, sia per il sopravvenire di una risorgiva, sia poiché la falda freatica è stata raggiunta dalla trivellazione: ciò richiede il pompaggio dell'acqua che avviene sul fronte del taglio del minerale o dei minerali da estrarre.
Inoltre la preoccupazione di preservare la risorsa di acqua sotterranea porta a ottimizzare l'utilizzo di queste acque di eduzione: costituzione di bacini-tampone per incamminarle verso la rete pubblica di consumo o, al contrario, restituirle al loro ambiente naturale. 